# Characta
Characta is een geslacht van rechtvleugeligen uit de familie sabelsprinkhanen (Tettigoniidae). De wetenschappelijke naam van dit geslacht is voor het eerst geldig gepubliceerd in 1892 door Redtenbacher.

## Soorten
Het geslacht Characta omvat de volgende soorten:
- Characta bituberculata Redtenbacher, 1892
- Characta kinabaluensis Karny, 1926
- Characta labuanae Hebard, 1922
- Characta rehnii Karny, 1924